# Elemental (álbum de Tears for Fears)
Elemental é o quarto álbum de estúdio do Tears for Fears, feito apenas por Roland Orzabal, pois já havia se separado de Curt Smith. Lançado em 22 de junho de 1993, inclui o famoso single "Break It Down Again".
O álbum conseguiu a 45ª posição na Billboard 200, no ano de 1993. O single "Break It Down Again" obteve o 1º lugar no ranking de Rock Moderno da Billboard.

## Faixas
Todas as músicas foram compostas por Griffiths/Orzabal, menos as especificadas em parênteses.
1. "Elemental" – 5:30
2. "Cold" (Orzabal) – 5:04
3. "Break It Down Again" – 4:31
4. "Mr. Pessimist" – 6:16
5. "Dog's A Best Friend's Dog" – 3:38
6. "Fish Out Of Water" – 5:07
7. "Gas Giants" – 2:40
8. "Power" - 5"50
9. "Brian Wilson Said" – 4:22
10. "Goodnight Song" – 3:53

| Críticas profissionais | Críticas profissionais |
| Avaliações da crítica  | Avaliações da crítica  |
| Fonte                  | Avaliação              |
| ---------------------- | ---------------------- |
| allmusic               | [ 1 ]                  |
| Rolling Stone          | [ 2 ]                  |

## Pessoal
- Alan Griffiths – produtor, guitarras e teclados
- Tim Palmer – produtor, bateria (sampleada)
- Roland Orzabal – produtor, vocal de apoio, guitarras e teclados
- Guy Pratt – guitarra (baixo)
- John Baker – Vocal de apoio
- Julian Orzabal – Vocal de apoio
- Bob Ludwig – Mastering
- Mark O'Donoughue – engenheiro de som, piano
- David Austen – Design

## Paradas musicais
| País/Parada (1993)                    | Melhor posição |
| ------------------------------------- | -------------- |
| Austrália (ARIA)                      | 56             |
| Países Baixos (Dutch Charts)          | 31             |
| Europa (European Albums)              | 14             |
| França (IFOP)                         | 5              |
| Alemanha (Offizielle Deutsche Charts) | 26             |
| Espanha (AFYVE)                       | 31             |
| Suécia (Sverigetopplistan)            | 26             |
| Suíça (Schweizer Hitparade)           | 24             |
| Reino Unido (Official Albums Chart)   | 5              |
| Estados Unidos (Billboard 200)        | 45             |